# University of Pittsburgh

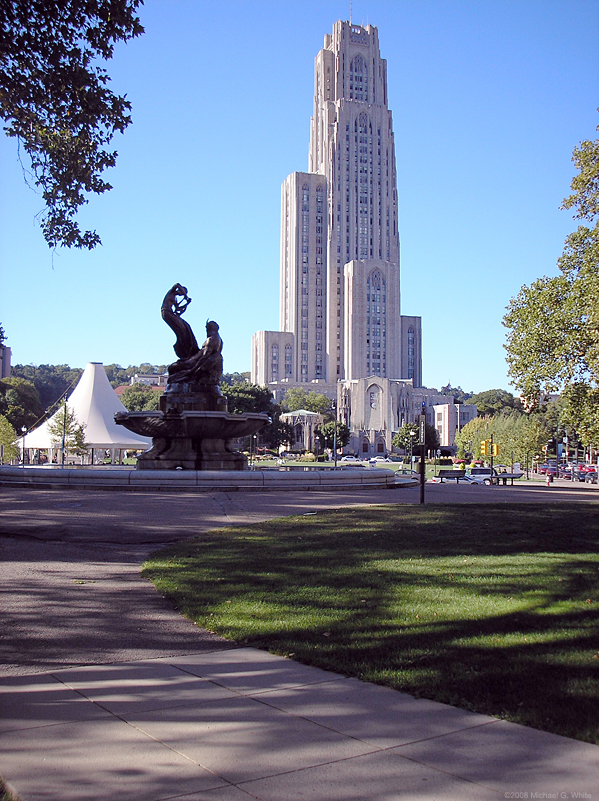
Cathedral of Learning (42 Stockwerke)

Die University of Pittsburgh (auch „Pitt“ genannt) ist eine Universität in Pittsburgh im US-Bundesstaat Pennsylvania. Die Hochschule ist Mitglied der Association of American Universities, einem seit 1900 bestehenden Verbund führender forschungsintensiver nordamerikanischer Universitäten.
Die Universität hat etwa 12.000 Angestellte, darunter 3.800 Vollzeitlehrkräfte, die rund 34.000 Studenten unterrichten.
Das University of Pittsburgh Medical Center (UPMC) führt mehr Organtransplantationen durch als irgendeine andere Institution. Bemerkenswert ist auch die Stammzellforschung.
Das Hauptgebäude ist die 163 m hohe Cathedral of Learning. Östlich davon befindet sich die Universitätskapelle, die Heinz Memorial Chapel.

## Geschichte
Ursprünglich 1787 von Hugh Henry Brackenridge als Pittsburgh Academy gegründet, wurde sie 1819 in The Western University of Pennsylvania umbenannt und erhielt ihren jetzigen Namen 1908.

## Sport

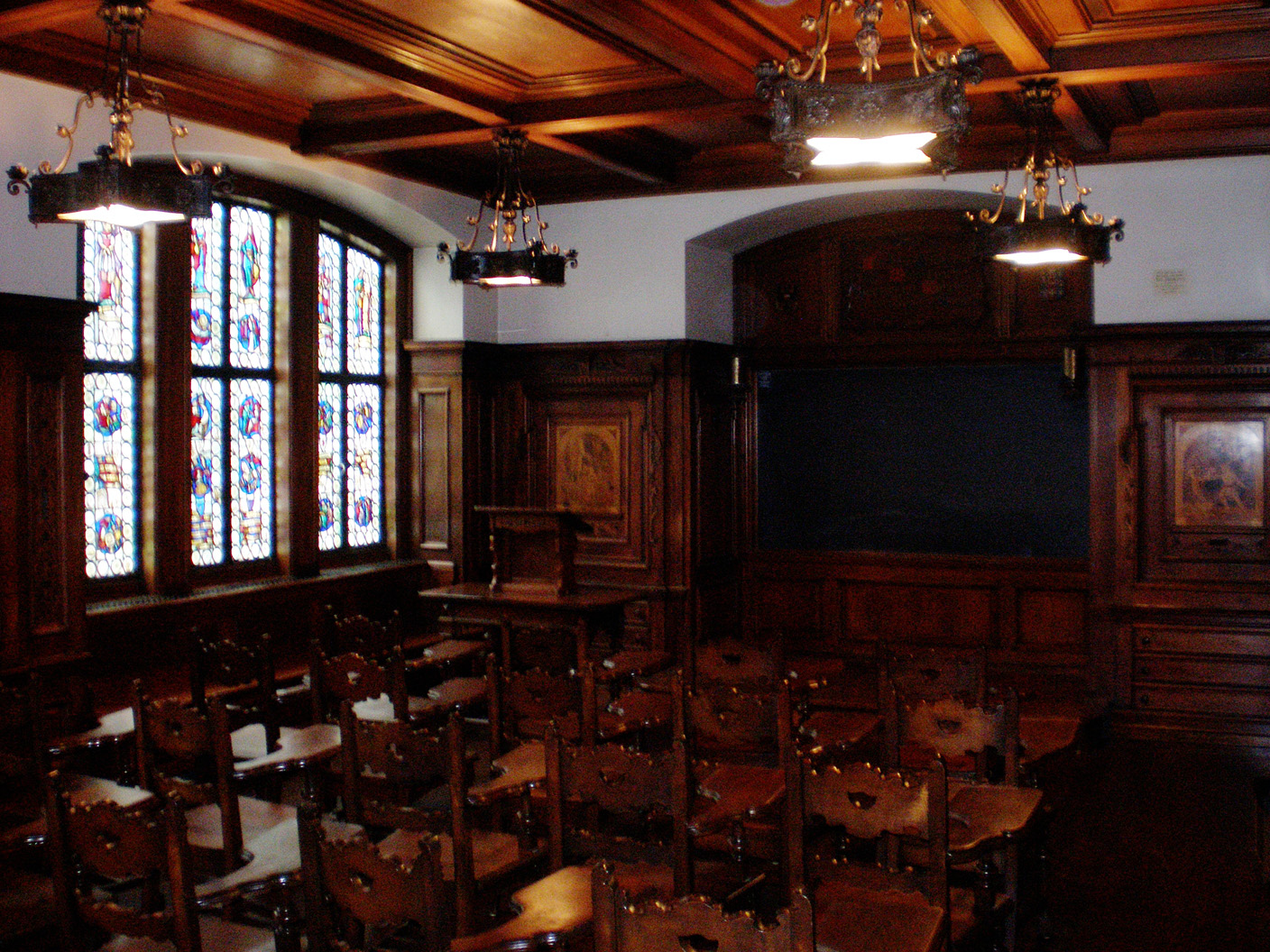
Deutsches Nationalitäten-Zimmer in der Kathedrale des Lernens

Das Footballteam der Pitt sind die Panthers. Die Hochschule ist seit 2013 Mitglied in der Atlantic Coast Conference.

## Berühmte Absolventen
- Steven Adams (* 1993) – neuseeländischer Basketballspieler
- Harry F. Bisel (1918–1994) – US-amerikanischer Onkologe
- Mike Ditka (* 1939) – American-Football-Spieler und -Trainer, Fernsehmoderator
- Aaron Donald (* 1991) – American-Football-Spieler
- Tony Dorsett (* 1954) – American-Football-Spieler
- Larry Fitzgerald (* 1983) – American-Football-Spieler
- Mary Jean Harrold (1947–2013) – Informatikerin und Hochschullehrerin
- Gene Kelly (1912–1996) – US-amerikanischer Tänzer, Sänger, Schauspieler und Regisseur
- Dion Lewis (* 1990) – American-Football-Spieler
- Dan Marino (* 1961) – American-Football-Spieler
- Curtis Martin (* 1973) – American-Football-Spieler
- Vjosa Osmani (* 1982) – Präsidentin der Republik Kosovo
- Kenny Pickett (* 1998) – American-Football-Spieler
- Joe Schmidt (1932–2024) – American-Football-Spieler und -Trainer
- Tony Siragusa (1967–2022) – American-Football-Spieler und Fernsehmoderator
- Georgia Caldwell Smith (1909–1961) – US-amerikanische Mathematikerin und Hochschullehrerin
- Mary Speer (1906–1966) – US-amerikanische Mathematikerin und Hochschullehrerin
- Herb Stein (1898–1980) – American-Football-Spieler, Geschäftsmann
- Mark Stepnoski (* 1967) – American-Football-Spieler
- Darrelle Revis (* 1985) – American-Football-Spieler
- Walter Richard Talbot (1909–1977) – Mathematiker und Hochschullehrer
- Augusta H. Teller (1909–2000) – ungarisch-amerikanische Mathematikerin und Informatikerin
- David Tepper (* 1957) – US-amerikanischer Hedgefonds-Manager
- John Ulam (1924–1989) – US-amerikanischer Metallurg und All-Clad-Unternehmer

## Internationale Zusammenarbeit
Es besteht eine Partnerschaft mit der Universität Augsburg.